# Komenda Rejonu Uzupełnień Nisko

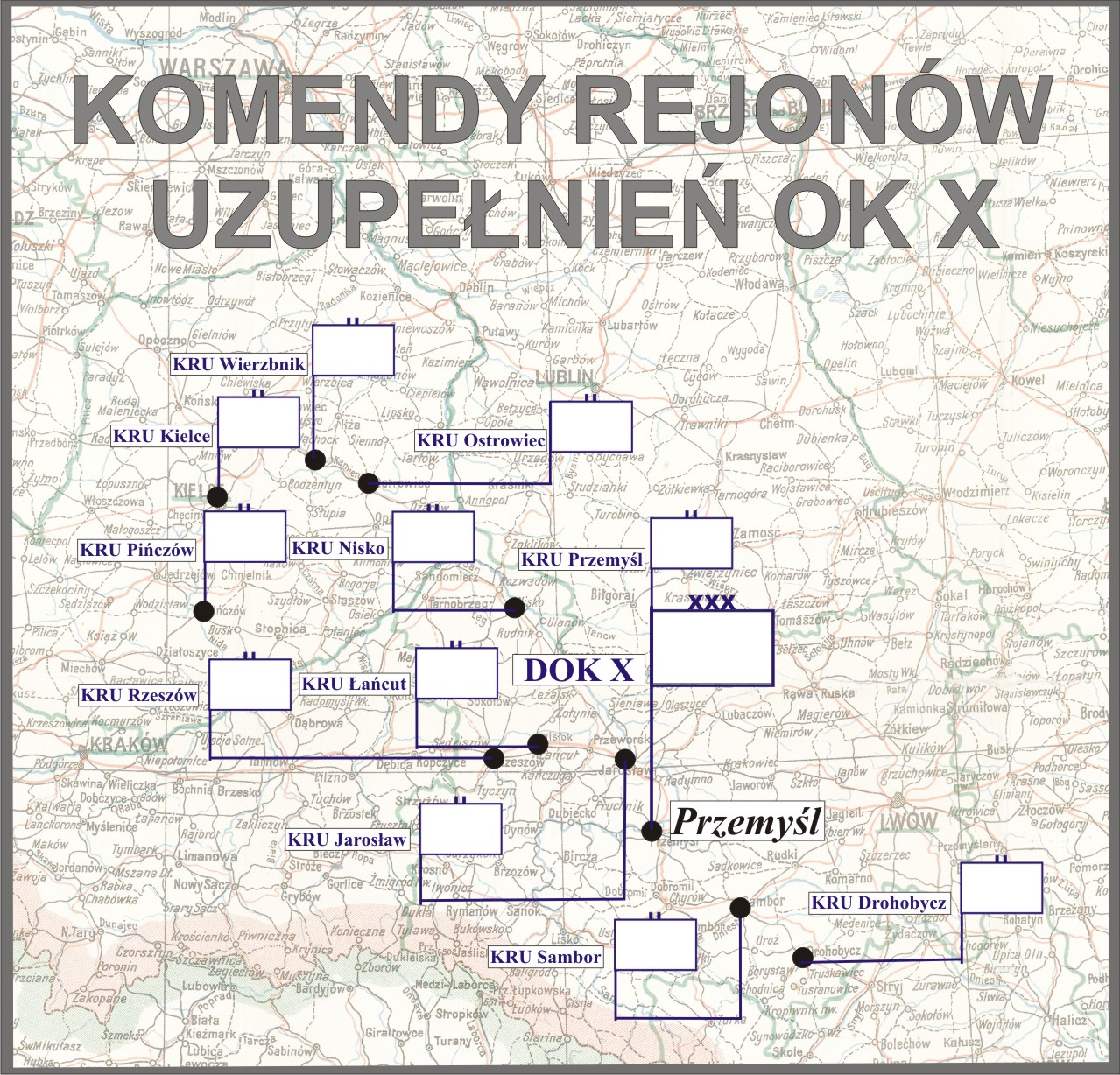
Komendy rejonów uzupełnień OK X

Komenda Rejonu Uzupełnień Nisko (KRU Nisko) – organ wojskowy właściwy w sprawach uzupełnień Sił Zbrojnych II Rzeczypospolitej i administracji rezerw w powierzonym mu rejonie.

## Historia komendy
15 listopada 1921 roku, po wprowadzeniu podziału kraju na dziesięć okręgów korpusów oraz wprowadzeniu pokojowej organizacji służby poborowej, na terenie Okręgu Korpusu Nr X została utworzona Powiatowa Komenda Uzupełnień Nisko z siedzibą w Łańcucie. W skład okręgu poborowego PKU Nisko w Łańcucie zostały włączone powiaty: łańcucki, niżański, kolbuszowski i tarnobrzeski. Powiaty łańcucki i niżański zostały wyłączone z dotychczasowej PKU 39 pp w Jarosławiu, która działała na terenie Okręgu Generalnego „Lwów”, natomiast powiaty kolbuszowski i tarnobrzeski zostały wyłączone z dotychczasowej PKU 17 pp w Rzeszowie, która funkcjonowała w Okręgu Generalnego „Kraków”. W każdym z czterech powiatów wchodzących w skład okręgu poborowego PKU Nisko w Łańcucie miał rezydować oficer ewidencyjny. W 1923 roku obsadzone były tylko dwa stanowiska.
18 listopada 1924 roku weszła w życie ustawa z dnia 23 maja 1924 roku o powszechnym obowiązku służby wojskowej, a 15 kwietnia 1925 roku rozporządzenie wykonawcze ministra spraw wojskowych do tejże ustawy, wydane 21 marca tego roku wspólnie z ministrami: spraw wewnętrznych, zagranicznych, sprawiedliwości, skarbu, kolei, wyznań religijnych i oświecenia publicznego, rolnictwa i dóbr państwowych oraz przemysłu i handlu. Wydanie obu aktów prawnych wiązało się z przejęciem przez władze cywilne (administracji I instancji) większości zadań związanych z przygotowaniem i przeprowadzeniem poboru. Przekazanie większości zadań władzom cywilnym umożliwiło organom służby poborowej zajęcie się wyłącznie racjonalnym rozdziałem rekruta oraz ewidencją i administracją rezerw. Do tych zadań dostosowana została organizacja wewnętrzna powiatowych komend uzupełnień i ich składy osobowe. Poszczególne komendy różniły się między sobą składem osobowym w zależności od wielkości administrowanego terenu.
Zadania i nowa organizacja PKU określone zostały w wydanej 27 maja 1925 roku instrukcji organizacyjnej służby poborowej na stopie pokojowej. W skład PKU Nisko wchodziły dwa referaty: I) referat administracji rezerw i II) referat poborowy. Nowa organizacja i obsada służby poborowej na stopie pokojowej według stanów osobowych L. O. I. Szt. Gen. 3477/Org. 25 została ogłoszona 4 lutego 1926 roku. Z tą chwilą zniesione zostały stanowiska oficerów ewidencyjnych.
12 marca 1926 roku została ogłoszona obsada personalna Przysposobienia Wojskowego, zatwierdzona rozkazem Dep. I L. 6000/26 przez pełniącego obowiązki szefa Sztabu Generalnego gen. dyw. Edmunda Kesslera, w imieniu ministra spraw wojskowych. Zgodnie z nową organizacją pokojową Przysposobienia Wojskowego zostały zlikwidowane stanowiska oficerów instrukcyjnych przy PKU, a w ich miejsce utworzone rozkazem Oddz. I Szt. Gen. L. 7600/Org. 25 stanowiska oficerów przysposobienia wojskowego w pułkach piechoty.
Od 1926 roku, obok ustawy o powszechnym obowiązku służby wojskowej i rozporządzeń wykonawczych do niej, działalność PKU Nisko normowała „Tymczasowa instrukcja służbowa dla PKU”, wprowadzona do użytku rozkazem MSWojsk. Dep. Piech. L. 100/26 Pob.
Z dniem 1 października 1927 roku z okręgu poborowego PKU Nisko zostały wyłączone powiaty: łańcucki i kolbuszowski. Powiat łańcucki został włączony w skład nowo otworzonej PKU Łańcut, natomiast powiat kolbuszowski podporządkowany PKU Rzeszów.
W marcu 1930 roku PKU Nisko nadal podlegała Dowództwu Okręgu Korpusu Nr X w Przemyślu i obejmowała swoją właściwością powiaty: niżański i tarnobrzeski. W grudniu tego roku PKU posiadała skład osobowy typ IV.
31 lipca 1931 roku gen. dyw. Kazimierz Fabrycy, w zastępstwie ministra spraw wojskowych, rozkazem B. Og. Org. 4031 Org. wprowadził zmiany w organizacji służby poborowej na stopie pokojowej. Zmiany te polegały między innymi na zamianie stanowisk oficerów administracji w PKU na stanowiska oficerów broni (piechoty) oraz zmniejszeniu składu osobowego PKU typ I–IV o jednego oficera i zwiększeniu o jednego urzędnika II kategorii. Liczba szeregowych zawodowych i niezawodowych oraz urzędników III kategorii i niższych funkcjonariuszy pozostała bez zmian.
1 lipca 1938 roku weszła w życie nowa organizacja służby uzupełnień, zgodnie z którą dotychczasowa PKU Nisko została przemianowana na Komendę Rejonu Uzupełnień Nisko przy czym nazwa ta zaczęła obowiązywać 1 września 1938 roku, z chwilą wejścia w życie ustawy z dnia 9 kwietnia 1938 roku o powszechnym obowiązku wojskowym. Obok wspomnianej ustawy i rozporządzeń wykonawczych do niej, działalność KRU Nisko normowały przepisy służbowe MSWojsk. D.D.O. L. 500/Org. Tjn. Organizacja służby uzupełnień na stopie pokojowej z 13 czerwca 1938 roku. Zgodnie z tymi przepisami komenda rejonu uzupełnień była organem wykonawczym służby uzupełnień .
Komendant rejonu uzupełnień w sprawach dotyczących uzupełnień Sił Zbrojnych i administracji rezerw podlegał bezpośrednio dowódcy Okręgu Korpusu Nr X, który był okręgowym organem kierowniczym służby uzupełnień. Rejon uzupełnień nie uległ zmianie i nadal obejmował powiaty: niżański i tarnobrzeski.

## Obsada personalna
Poniżej przedstawiono wykaz oficerów zajmujących stanowisko komendanta Powiatowej Komendy Uzupełnień i komendanta rejonu uzupełnień oraz wykaz osób funkcyjnych (oficerów i urzędników wojskowych) pełniących służbę w PKU i KRU Nisko, z uwzględnieniem najważniejszych zmian organizacyjnych przeprowadzonych w 1926 i 1938 roku.
Komendanci
- mjr piech. Stanisław Peszkowski (do 11 X 1923 → Rezerwa Oficerów Sztabowych DOK X[21][3])
- mjr rez. powoł. do sł. czyn. / mjr piech. Paweł Kowalski[a] (11 X 1923[21][4] – II 1929 → dyspozycja dowódcy OK X[32])
- mjr piech. Ludwik II Wilczyński (III 1930[33] – 1 I 1933 → komendant Placu Kalisz[34])
- mjr piech. Michał Paykart[b] (2 XII 1932[34] – 31 VII 1934 → stan spoczynku[43])
- ppłk geogr. Józef Szajewski (VIII 1934[44] – 1939[45])

Obsada pozostałych stanowisk funkcyjnych PKU w latach 1921–1925
- I referent
  - por. kanc. Stefan Barutowicz[c] (1923 – III 1925[48] → dyspozycja dowódcy OK X)
  - kpt. kanc. Feliks Potakowski[d] (od III 1925[48])
  - kpt. piech. Kazimierz Wilhelm Malewski (od VIII 1925[50])
- II referent
  - por. kanc. Adolf Ohly[e] (IX 1923[51] – I 1924[52] → oficer ewidencyjny 5 pac)
  - urzędnik wojsk. XI rangi / por. kanc. Franciszek Szarnagel[f] (I 1924[52] – V 1925[53] → OE Mielec PKU Rzeszów)
  - kpt. art. Paweł Piotr Filipowicz (V[53] – VII 1925[54] → 5 pap)
- referent inwalidzki – urzędnik wojsk. XI rangi Wilhelm Schreiber (do 1 XII 1923[55] → OE Rzeszów PKU Rzeszów)
- oficer instrukcyjny
  - kpt. piech. Jan Dyszkiewicz (XI 1922[56] – XII 1923[57] → Oddziału III Sztabu DOK X)
  - por. piech. Edward Mazurkiewicz[g] (X 1924[58] – III 1926[59] → 3 pp Leg.)
- oficer ewidencyjny Łańcut – por. piech. Gustaw Lencznarowicz[h] (od I 1923[60])
- oficer ewidencyjny Kolbuszowa – wakat
- oficer ewidencyjny Nisko
  - chor. Filip Stocki[i] (od 1 IV 1924)
  - por. kanc. Piotr Nowosielski (IX 1924 – V 1925[53] → OE Strzyżów PKU Sanok)
  - por. kanc. Adolf Bernatowicz (od V 1925[53])
- oficer ewidencyjny Tarnobrzeg – wakat

Na jednym z wakujących stanowisk obowiązki pełnił urzędnik wojsk. XI rangi Wincenty Bąkowski
Obsada pozostałych stanowisk funkcyjnych PKU w latach 1926–1938
- kierownik I referatu administracji rezerw i zastępca komendanta
  - kpt. san. Michał Witkowski[j] (II 1926 – VI 1930[65] → kierownik I referatu PKU Jarosław)
  - kpt. kanc. Władysław Albin Śliwa[k] (VI 1930[65] – 15 IX 1932[70] → praktyka u płatnika 25 pal)
  - kpt. piech. Władysław Stahr (1932[71] – VI 1938 → kierownik I referatu KRU)
- kierownik II referatu poborowego
  - por. piech. Eugeniusz Jan Bulski (IV 1928[72] – IX 1930[73] → kierownik II referatu PKU Prużana)
  - kpt. art. Marian Stanisław Grossmann[l] (był w 1932)
- referent
  - por. kanc. Adolf Bernatowicz[m] (II 1926 – VII 1928[76] → dyspozycja dowódcy OK X)
  - por. art. Marian Stanisław Grossmann (VII 1929[77] – ? → kierownik II referatu)

Obsada pozostałych stanowisk funkcyjnych KRU w latach 1938–1939
- kierownik I referatu ewidencji – kpt. adm. (piech.) Władysław Stahr[o] †1940 Katyń
- kierownik II referatu uzupełnień – kpt. adm. (piech.) Wacław Mateusz Brusznicki[p]